# Black bloc
Il black bloc o blocco nero è una tattica utilizzata dai manifestanti che indossano abiti neri, passamontagna, sciarpe, occhiali da sole, caschi da motociclista con imbottitura o altri oggetti che nascondono e proteggono il viso. L'abbigliamento viene utilizzato per nascondere l'identità di chi lo indossa e ostacolare l'azione penale rendendo difficile la distinzione tra i partecipanti. Viene anche usato per proteggere i volti e gli occhi dallo spray al peperoncino utilizzato dalla polizia durante le proteste o i disordini civili. La tattica permette al gruppo di apparire come una grande massa unificata.
Tale tattica è stata sviluppata negli anni '80 durante le proteste del movimento autonomista europeo contro gli sfratti degli Squatter, l'energia nucleare e le restrizioni all'aborto, nonché altre influenze. I black bloc hanno attirato l'attenzione dei media al di fuori dell'Europa durante le proteste dell'OMC di Seattle del 1999, quando un black bloc ha danneggiato le proprietà della Gap, della Starbucks, della Old Navy e altri punti vendita di multinazionali nel centro della città.

## Etimologia
Il termine che li identifica deriva dall'unione delle parole inglesi bloc (che indica una massa compatta di persone, a differenza di block che indica un blocco solido di materia inanimata o l'atto del bloccare) e black (che indica il colore nero, in questo caso "vestite di nero").

## Caratteristiche

### Origini

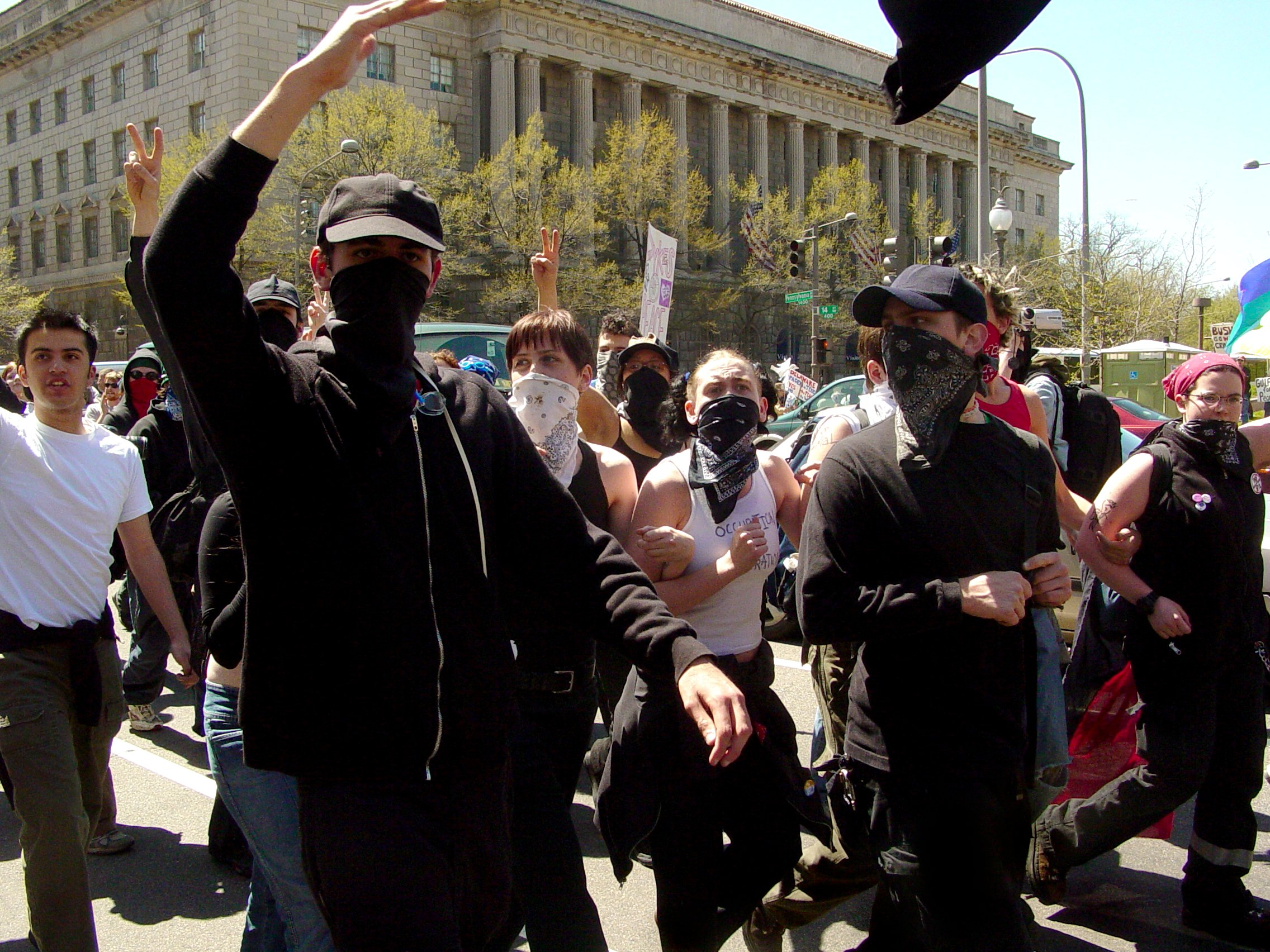
Black Bloc il 12 aprile 2003 a Washington

Il termine Schwarzer Block nasce all'inizio degli anni ottanta in Germania. Venne infatti utilizzato per la prima volta dalla polizia tedesca per identificare gli Autonomen (simili agli italiani Autonomi, appartenenti all'area della sinistra extraparlamentare, seppur con un sostanziale distinguo sull'uso della tattica violenta) i quali, durante le manifestazioni e i cortei anti-nucleare e pro Rote Armee Fraktion, erano soliti indossare abiti e maschere nere. Tale strategia veniva utilizzata allo scopo di far apparire i manifestanti una massa compatta e ben identificabile, sia per apparire numericamente superiori sia per attirare la solidarietà e l'aiuto di altri gruppi ideologicamente omogenei all'interno delle manifestazioni. Le maschere e i caschi hanno la funzione di proteggere i membri del gruppo e allo stesso tempo impedire l'identificazione degli stessi da parte delle forze dell'ordine.
Il nome venne poi ripreso negli Stati Uniti d'America durante le manifestazioni contro il Pentagono (1988) e durante le proteste contro la prima guerra del Golfo (1991), diventando Black Bloc. Altre apparizioni significative dei Black Bloc furono a Seattle (30 novembre-4 dicembre 1999) durante le manifestazioni contro la Conferenza ministeriale del WTO, a Praga (26-28 settembre 1999) quando la città fu messa sotto assedio durante la riunione del Fondo monetario internazionale e della Banca Mondiale, a Genova (20 luglio 2001) durante il vertice del G8, a Québec (20 aprile 2007) contro il vertice delle Americhe quando con alcune catapulte vennero distrutte le reti metalliche poste a protezione del vertice e definite dai manifestanti il muro della vergogna e infine a Göteborg (14-15 giugno 2001) contro il Consiglio Europeo della UE.

### Ideologia
I gruppi di Black Bloc raccolgono principalmente anarchici e movimenti a essi affini (anti-capitalisti e no-global) provenienti da tutto il mondo che si organizzano insieme per una particolare azione di protesta. Lo scopo può variare da azione ad azione, ma gli obiettivi principali sono quelli di manifestare il proprio dissenso di fronte ad uno stato di polizia repressivo e di mettere in atto e trasmettere una critica di stampo anarchico.

### Vestiario
I membri vestono prevalentemente di nero e indossano occhiali da sole, maschere da sci, caschi motociclistici con protezioni o altri indumenti che possono servire per nascondere e proteggere il viso
Il particolare tipo di vestiario è utilizzato per rendere difficoltosa l'identificazione e la distinzione dei singoli partecipanti. Inoltre è utilizzato per proteggere viso e occhi da strumenti quali lo spray al peperoncino o altre sostanze urticanti usate dalle forze dell'ordine. Questo tipo di tattica permette al gruppo di apparire come una vasta massa compatta e promuove la solidarietà tra i suoi membri.

### Formazione del gruppo
I black bloc hanno solitamente almeno un gruppo iniziale che si organizza e si coordina per iniziare l'azione. Successivamente altri soggetti si uniscono spontaneamente al gruppo, per perseguire un obiettivo comune o per il desiderio di protestare in maniera più attiva. Dove il fenomeno del black bloc è più consistente (specialmente in Germania e negli Stati Uniti) l'aggregazione dei militanti avviene con modalità più articolate e omogenee; in particolare l'identificazione dell'abbigliamento permette il formarsi di gruppi anche molto nutriti che sanno già di riconoscersi in posizioni politiche comuni. All'interno di una protesta si possono formare diversi blocchi neri con differenti obiettivi e tattiche.

### Azioni tipiche

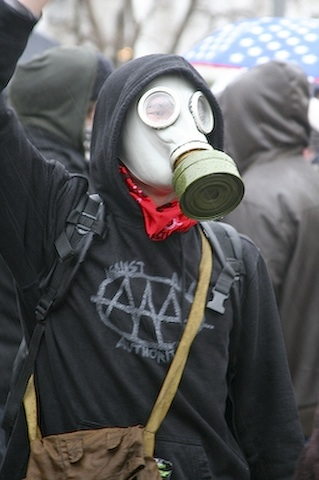
Un Black Bloc a Washington con una maschera antigas

Le azioni tipiche di un black bloc sono:
- marciare in blocco allo scopo di creare un forte effetto visivo a sostegno della protesta intrapresa;
- cercare lo scontro diretto con le forze dell'ordine;
- costruire barricate;
- uso sistematico del vandalismo e della distruzione di simboli del capitalismo allo scopo di attirare l'attenzione sui loro obiettivi;
- deviare dai percorsi imposti dalle autorità ai cortei autorizzati, distraendo e ingannando le forze dell'ordine circa i propri movimenti;
- liberare individui tratti in fermo dalle forze dell'ordine;
- infiltrarsi in manifestazioni di movimenti più ampi, generalmente No-Global (ma non sempre), per potersi dileguare nella massa dei manifestanti pacifici dopo aver eseguito la loro azione.

La distruzione della proprietà talvolta effettuata dai blocchi neri ha una valenza simbolica. Gli obiettivi comuni includono le costruzioni istituzionali, le banche, i negozi in franchising di società multinazionali, le stazioni di benzina e gli apparati di videosorveglianza. Un esempio di questa attività è la distruzione delle vetrine a Seattle nel 1999 od il vandalismo contro le banche a Genova nel 2001 ed a Milano nel 2015.
Durante i tardi anni '90, e specificatamente a Seattle, il black bloc rinunciò ad agire partendo dalla sicurezza di un corteo pacifico e iniziò a organizzare spezzoni autonomi di azione diretta, ispirandosi soprattutto ai modelli degli autonomi tedeschi degli anni '80 e a quelli del DAN (Direct Action Network) anarchico americano degli anni '90. Anzi a Seattle gli attivisti organizzarono contemporaneamente diversi cortei, che ebbero una definizione cromatica differenziata (red, rainbow, pink, blue-green aliance ecc.), proprio per dividere i tipi di azione diretta che si andavano ad eseguire (si noti che a Seattle, come poi a Genova, una parte importante del movimento era sindacale, mentre un'altra importante componente era religiosa, specie cattolica, come Jubilee 2000, Acli, o legata allo scautismo e quindi incompatibile con l'ideologia dei black bloc, mentre la maggior parte del movimento anticapitalista ne rifiutava i metodi). Questa evoluzione non prese piede in Europa (fallendo proprio a Genova nel 2001), e nel corso del decennio successivo i black bloc usarono sempre più spesso un corteo di altra origine come base d'operazione per nascondersi prima e dopo aver eseguito le loro azioni dirette.

## In Italia

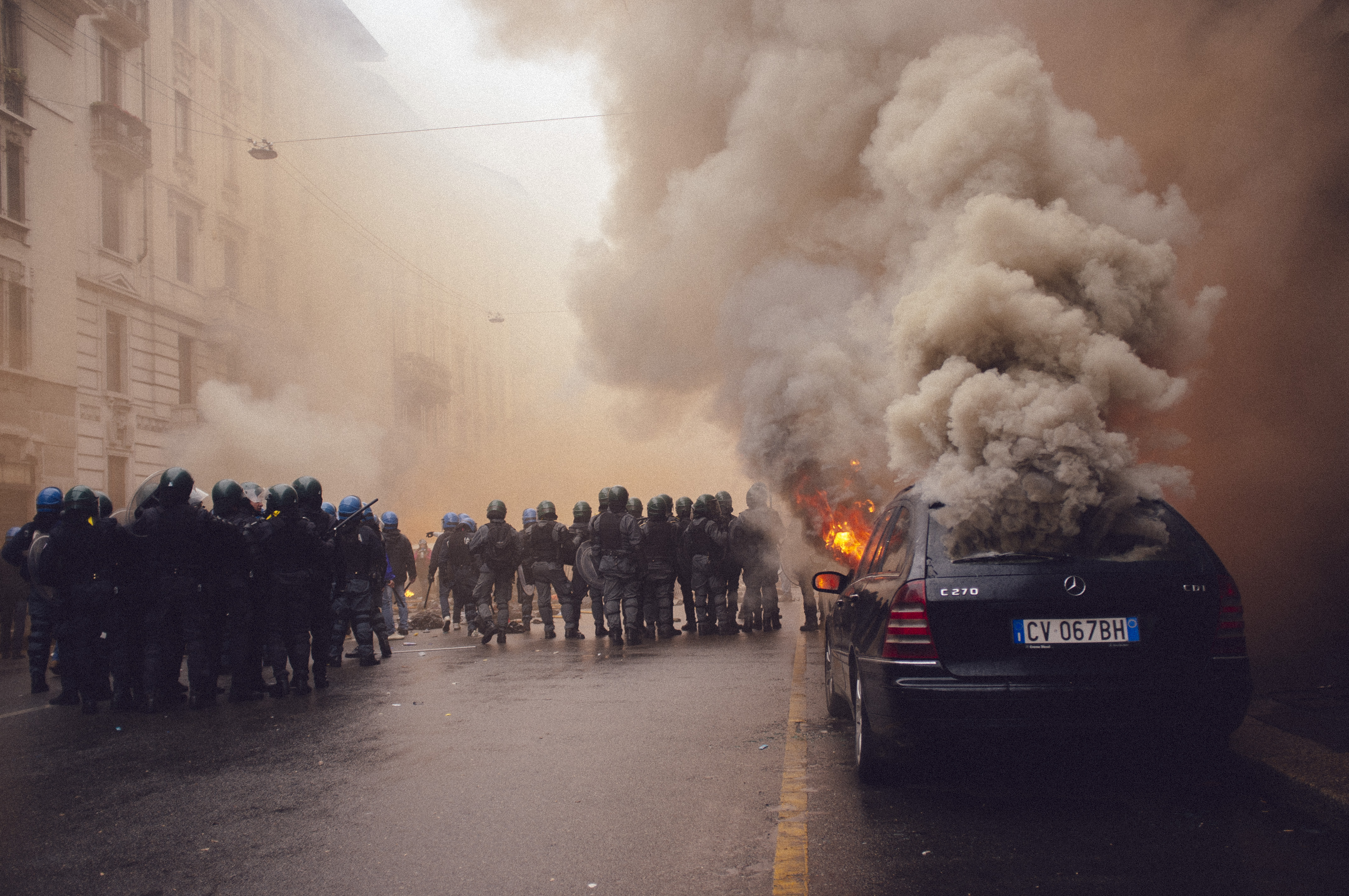
Manifestazione No Expo a Milano degenerata in lotta tra Black bloc e forze dell'ordine il 1º maggio 2015.

Il termine black bloc in Italia era poco conosciuto prima dei fatti del G8 di Genova dell'estate 2001. In quella occasione il termine è stato ampiamente utilizzato dai mezzi di informazione che fornivano notizie sullo svolgersi delle manifestazioni e degli scontri, anche se è difficile valutare la reale provenienza e il livello di organizzazione dei gruppi che furono così denominati. Dopo le proteste ci sono state indagini giudiziarie e interventi contro questi gruppi. Tuttavia, considerato che si tratta di fenomeni spontanei non riconducibili a un associazionismo preciso, le azioni si sono concluse con contestazioni limitate ai singoli membri responsabili di un qualche atto illegale specifico (come la distruzione delle vetrine, la resistenza a pubblico ufficiale o reati simili). È il caso di Publixtheatre Caravan, un gruppo di venticinque artisti arrestati per un mese dopo l'evento.
Il 15 ottobre 2011 il mondo giornalistico ha parlato di oltre 500 "black bloc" riguardo ai protagonisti degli scontri verificatisi durante il corteo degli Indignados a Roma. A essere presi di mira sono stati soprattutto i simboli del capitalismo, quali banche e auto di lusso.

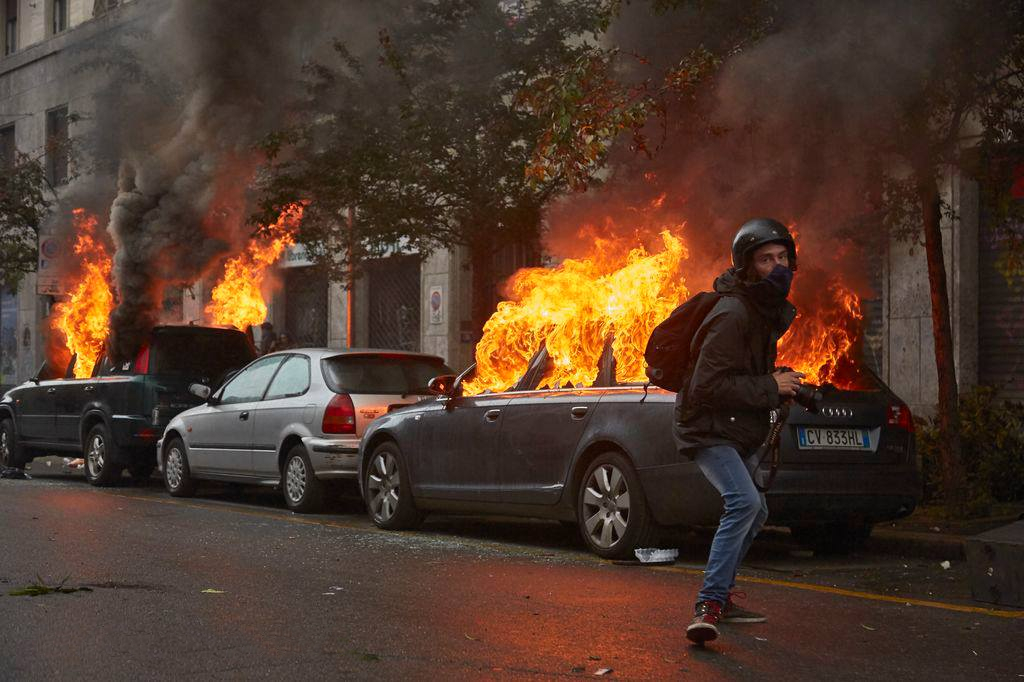
Auto in fiamme in corso Magenta a Milano, 1º maggio 2015 ad opera dei Black bloc (Expo 2015)

Il 1º maggio 2015 un gruppo di circa 800 black bloc devasta la città di Milano, nella zona di corso Magenta, in occasione delle manifestazioni contro l'Expo 2015, appena inaugurato. Il bilancio della giornata sarà di una cinquantina di auto bruciate e una trentina tra negozi, vetrine e case private devastate, oltre al rogo di diversi bidoni della spazzatura e banche, lanciando bengala e bombe carta. 10 i fermati dalla polizia e 11 feriti tra gli agenti.